# Avtoury
Avtoury (en russe : Автуры ; en tchétchène : Эвтара, Evtara) est une localité rurale du district de Chali de la République tchétchène, en Russie, située sur la rivière Khoulkhoulaou (ru), 6 km à l’est de Chali. Sa population était de 14 988 habitants en 2010 contre 18 330 en 2002.
Elle aurait été fondée au XIVe siècle, peu après l'abandon de la région par les Mongols et les Tatars. Pendant la guerre du Caucase, Avtoury était une zone de combat entre l'imam Chamil et les troupes russes.